# Il natale che quasi non fu
Il natale che quasi non fu (titlu american: The Christmas That Almost Wasn't) este un film de Crăciun americano-italian de comedie pentru copii  din 1966 regizat de Rossano Brazzi. Rolurile principale au fost interpretate de Rossano Brazzi  și Paul Tripp. A fost difuzat în ziua de Crăciun din anii 1970 până la începutul anilor 1980 pe canalul HBO. A fost lansat pe DVD la 7 octombrie 2003.

## Prezentare
Un avocat avar încearcă să-l evacueze pe Moș Crăciun confiscând-i jucăriile.

## Distribuție
- Rossano Brazzi - Phineas T. Prune
- Paul Tripp - Sam Whipple
- Lydia Brazzi - Mrs. Santa
- Alberto Rabagliati - Santa Claus
- Mischa Auer - Jonathan, maistru elf
- Sonny Fox - Mr. Prim
- John Karlsen - Blossom